# Anton Ausserer
Anton Ausserer (Bolzano, 5 de Julho de 1843 — Graz, 20 de Julho de 1889) foi um naturalista austríaco especialista em aranhas.

## Biografia
Apaixonado pela História Natural durante toda a sua juventude, mas órfão aos quinze anos, ele consegue continuar seus estudos dando cursos particulares. Em 1863, ele se torna pupilo do professor Camill Heller, que o incentivou à estudar as aranhas. Ele ganhou um concurso de História Natural, que permitiu que conseguisse prosseguir os seus estudos um pouco mais confortavelmente.
Ele se casou em 1888, mas morreu em 1889, devido à sua doença.
Ele estudou as aranhas do Tirol e especializou-se em caranguejeiras, foi o autor de vários gêneros e de várias espécies.

## Fonte
- Pierre Bonnet (1945). Bibliographia araneorum, Les frères Doularoude (Toulouse).